# Monte Montona
Monte Montona és un muntanya a la part occidental de l'illa de São Vicente a Cap Verd. La seva elevació és de 242 m. Està situat 4 km al nord-est de São Pedro i 6 km al sud-oest de la capital de l'illa de la capital de l'illa Mindelo.